# Bioculus parvulus
Espèce
Bioculus parvulus est une espèce de scorpions de la famille des Diplocentridae.

## Distribution
Cette espèce est endémique du Guerrero au Mexique. Elle se rencontre vers Acapulco.

## Description
Le mâle holotype mesure 23,59 mm, les mâles mesurent de 22,88 à 24,70 mm.

## Publication originale
- Martin-Frias, 2004 : Nueva especie de Bioculus Stahnke, 1968 (Scorpiones: Scorpionidae: Diplocentrinae) de Guerrero, México. Revista Ibérica de Aracnología, vol. 10, p. 297−301 (texte intégral).